# 4969 Лоуренс
4969 Лоуренс (4969 Lawrence) — астероїд головного поясу, відкритий 4 жовтня 1986 року.
Тіссеранів параметр щодо Юпітера — 3,045.